# Pétigoa 2
Pétigoa 2 este o comună din regiunea Soubre, Coasta de Fildeș.